# Кёртис-Холл, Вонди
Во́нди Кёртис-Холл (англ. Vondie Curtis-Hall; род. 30 сентября 1956, Детройт) — американский актёр и режиссёр. Наиболее известен по роли доктора Денниса Хэнкока в медицинском телесериале CBS «Надежда Чикаго», созданного Дэвидом Э. Келли, а также по роли Бена Уриха в телесериале Netflix «Сорвиголова». Кёртис-Холл является сценаристом и режиссёром культового фильма «В тупике».

## Ранняя жизнь и образование
Кёртис-Холл родился в Детройте, штат Мичиган, в семье Кёртиса, владельца строительной компании, и Анжелины, медсестры. В начале своей карьеры Кёртис-Холл был исключительно театральным актёром и состоял в оригинальной труппе бродвейского мюзикла «Девушек мечты» (Марти Мэдисон).
Дизайнер Киван Холл является одним из братьев Вонди; у него также есть сестра Шерри. Втроём они ходили в начальную школу «Подарок нашей леди Победы» (англ. Presentation Our Lady of Victory) в Детройте, где их учили сёстры провидения (англ. Oblate Sisters of Providence), единственные в США афро-американские монахини этого ордена.

## Карьера
Кёртис-Холл появился в многочисленных фильмах, среди которых присутствуют такие фильмы, как «Крепкий орешек 2», «Хороший полицейский», «Рыба страсти», «Шугар Хилл», «Поездка в Америку», «Круклин», «Взвод десантников», «Пристанище Евы» и «Ромео + Джульетта». Он срежиссировал фильмы «В тупике», «Блеск», «Искупление», «Перехват» и «Похищенная: История Карлины Уайт», а также отдельные эпизоды телесериалов «Щит», «Светлячок», «Надежда Чикаго» и «Медики».
В 2000 году Кёртис-Холл и Дэнни Гловер (Гловер сыграл Марти в экранизации «Девушек мечты») появились в телефильме канала TNT «Песня свободы». У него были второстепенные роли в таких телесериалах, как «Пища для души», «Я улечу» и «Скорая помощь». Его эпизодическая роль пациента-суицидника в «Скорой помощи» принесла актёру номинацию на «Эмми» за лучшую гостевую роль в драматическом телесериале. Позднее в этом же сериале он появился уже в периодической роли другого персонажа — Роджера Макграта. Он также появился в одном из эпизодов культового телесериала HBO «Клан Сопрано».
В первом сезоне телесериала Netflix «Сорвиголова» Кёртис-Холл сыграл журналиста Бена Уриха.

## Личная жизнь
С 1995 года Кёртис-Холл женат на актрисе и режиссёре Кейси Леммонс. У них есть сын Генри Хантер и дочь Зора. Кёртис-Холл появился в фильме жены «Чёрное Рождество» 2013 года.

## Избранная фильмография
| Год  | Название                   | Оригинальное название                    | Роль                      |
| ---- | -------------------------- | ---------------------------------------- | ------------------------- |
| 1988 | Поездка в Америку          | Coming to America                        | разносчик на стадионе     |
| 1989 | Таинственный поезд         | Mystery Train                            | Эд                        |
| 1989 | Чёрный дождь               | Black Rain                               | детектив                  |
| 1990 | Крепкий орешек 2           | Die Hard 2                               | Миллер                    |
| 1991 | Хороший полицейский        | One Good Cop                             | отец Уиллс                |
| 1992 | Короли мамбо               | The Mambo Kings                          | Мигель Монтойа            |
| 1992 | Рыба страсти               | Passion Fish                             | Шугар Леду                |
| 1993 | С меня хватит!             | Falling Down                             | пикетчик возле банка      |
| 1994 | Прямая и явная угроза      | Clear and Present Danger                 | аналитик голосовой печати |
| 1996 | Сломанная стрела           | Broken Arrow                             | Сэм Родс                  |
| 1996 | Пленники небес             | Heaven’s Prisoners                       | Майнос Доутри             |
| 1996 | Ромео + Джульетта          | Romeo + Juliet                           | Капитан Принц             |
| 1997 | В тупике                   | Gridlock’d                               | Д Репер                   |
| 1997 | Дон Кинг: Только в Америке | Don King: Only in America                | Ллойд Прайс               |
| 2000 | Сделай погромче            | Turn It Up                               | Клифф                     |
| 2009 | Весёлая жизнь в Крэктауне  | Life Is Hot in Cracktown                 | Диксон                    |
| 2009 | Плохой лейтенант           | Bad Lieutenant: Port of Call New Orleans | Джеймс Брассер            |
| 2015 | Цимбелин                   | Cymbeline                                | Гай Луциус                |
| 2015 | Экспериментатор            | Experimenter                             | Томас Шейн                |
| 2019 | Гарриет                    | Harriet                                  | преподобный Грин          |
| 2020 | Дом на другой стороне      | The Night House                          | Мэл                       |
| 2021 | Синий залив                | Blue Bayou                               | Барри Буше                |